# Emma Albertazzi
Emma Howson (Londres, 1 de maig de 1814 - idm. 25 de setembre de 1847) fou una contralt d'òpera anglesa.
Era la filla de Francis Howson, un professor de música anglès. Va ser alumne de Michael Costa, amb qui va començar a estudiar a l'edat de 14 anys a Londres. Va debutar en 1829 en Argyle Rooms, Londres. Emma va estar compromesa amb el Teatre Reial d'Anglaterra el 1830, i després anà a Piacenza, (Itàlia) el 1831, on es va casar amb l'advocat italià Albertazzi, del que prengué el nom artístic. Mentre a Itàlia va continuar estudiant, sent alumna de la famosa soprano Giuditta Pasta, ensems que era cantant del teatre de la Canobliana, de Milà, després Emma va cantar a La Scala (1831), al costat de la famosa mezzosoprano Pasta; després cantà a Madrid i al teatre dels Italians, de París, retornà a Londres el 1838.